# Liste der denkmalgeschützten Objekte in Sankt Oswald bei Plankenwarth
Die Liste der denkmalgeschützten Objekte in Sankt Oswald bei Plankenwarth enthält die 5 denkmalgeschützten, unbeweglichen Objekte der Gemeinde Sankt Oswald bei Plankenwarth im steirischen Bezirk Graz-Umgebung.

## Denkmäler
| Foto |                 | Denkmal                                                                          | Standort                                                   | Beschreibung | Metadaten |
| ---- | --------------- | -------------------------------------------------------------------------------- | ---------------------------------------------------------- | --- | --- |
| ja   | Datei hochladen | Burg Plankenwarth HERIS-ID: 37410 Objekt-ID: 36547                               | Plankenwarth 1 Standort KG: Plankenwarth                   | Die Burg wurde erstmals 1265 erwähnt. Es ist eine langgestreckte Anlage in Form einer Doppelburg mit einer tiefer gelegenen Vorburg (der im 16. Jahrhundert entstandenen Ludwigsburg). Der mittelalterliche Bergfried befindet sich im Osten, im Norden und Osten sind außerdem noch Rundtürme. Der Arkadenhof stammt aus dem 16. Jahrhundert. | BDA-Hist.: Q1013501 Status: Bescheid Stand der BDA-Liste: 2025-06-30 Name: Burg Plankenwarth GstNr.: .15/1 Burg Plankenwarth                                                   |
| ja   | Datei hochladen | Anlage Schloss Plankenwarth HERIS-ID: 112346 Objekt-ID: 130489seit 2014          | Plankenwarth 1 Standort KG: Plankenwarth                   | Das barocke Schloss entstand durch einen Umbau eines Teiles der Burg im Jahr 1745. Die Innenausstattung stammt von Joseph Hueber. Heute sind nur mehr Reste der einstigen barocken Gestaltung erhalten. Bereits um 1680 erfolgte die Barockisierung der Burgkapelle, deren Stuckdecke ist mit Freskenmedaillons geschmückt. | BDA-Hist.: Q64512569 Status: Bescheid Stand der BDA-Liste: 2025-06-30 Name: Anlage Schloss Plankenwarth GstNr.: .15/1, .15/2, 175/1, 190, .13, .16, 193, 732 Burg Plankenwarth |
| ja   | Datei hochladen | Pfarrhof HERIS-ID: 97316 Objekt-ID: 113094                                       | St. Oswald 10 Standort KG: St. Oswald bei Plankenwarth     | | BDA-Hist.: Q37769724 Status: § 2a Stand der BDA-Liste: 2025-06-30 Name: Pfarrhof GstNr.: 12 Pfarrhof Sankt Oswald bei Plankenwarth                                             |
| ja   | Datei hochladen | Flur-/Wegkapelle, sog. Johanneskreuz HERIS-ID: 97318 Objekt-ID: 113096           | bei St. Oswald 10 Standort KG: St. Oswald bei Plankenwarth | Die auf vier Pfeilern ruhende offene barocke Kapelle hat im Inneren eine Statue des hl. Johannes Nepomuk aus der Mitte des 18. Jahrhunderts. | BDA-Hist.: Q37769736 Status: § 2a Stand der BDA-Liste: 2025-06-30 Name: Flur-/Wegkapelle, sog. Johanneskreuz GstNr.: 12                                                        |
| ja   | Datei hochladen | Kath. Pfarrkirche hl. Oswald und Kirchhofanlage HERIS-ID: 51874 Objekt-ID: 57683 | St. Oswald 6, bei Standort KG: St. Oswald bei Plankenwarth | Die spätgotische Pfarrkirche wurde 1402 urkundlich erwähnt. Sie wurde im 17. und 19. Jahrhundert erweitert. Das dreijochige spätgotische Langhaus mit Netzrippengewölbe geht ohne Fronbogen in den einjochigen Chor mit 5/8-Schluss über. Südlich am Langhaus wurde im 17. Jahrhundert eine quadratische Kapelle mit Stichkappen und angebaut, ein weiterer Anbau mit Vorhalle, der in die Sakristei übergeht befindet sich im Norden, eine einheitliche Fassadierung erfolgte 1862. Der neugotische Hochaltar stammt von Robert Mikovics und ist mit Figuren von Jakob Gschiel ausgestattet. | BDA-Hist.: Q2083333 Status: § 2a Stand der BDA-Liste: 2025-06-30 Name: Kath. Pfarrkirche hl. Oswald und Kirchhofanlage GstNr.: .1 Pfarrkirche St. Oswald bei Plankenwarth      |